# Sonic Generations
Sonic Generations (ソニック ジェネレーションズ?, Sonikku Jenerēshonzu) è un videogioco a piattaforme dove alterna lo stile 2.5D a quello 3D della serie di Sonic the Hedgehog, pubblicato da SEGA dal novembre 2011 in occasione del ventesimo anniversario della serie.
Sono state create due versioni parallele, di struttura tecnica differente, una per le console casalinghe sviluppata dal Sonic Team per PlayStation 3, Xbox 360 e con la partecipazione di Devil's Details per lo sviluppo per PC Microsoft Windows, intitolate White Space-time (白の時空?, Shiro no Jikū, lett. Spazio Tempo Bianco) per il mercato giapponese, e l'altra sviluppata da Dimps per la console portatile Nintendo 3DS, con il titolo giapponese di Blue Adventure (青の冒険?, Ao no Bōken, lett. Avventura Blu).
Il gioco è il primo della saga ad essere stato doppiato in italiano, a differenza dei giochi precedenti che avevano a disposizione solo i sottotitoli in italiano, con l'audio in inglese.

## Trama
Mesi dopo Sonic Colours, durante i festeggiamenti per il compleanno di Sonic, appare una misteriosa creatura nota come Time Eater, che risucchia tutti i partecipanti in dei "buchi temporali", spedendoli in differenti epoche videoludiche. Sonic cerca di fermare la mostruosa creatura, ma viene messo KO facilmente. Dopo aver ripreso conoscenza, Sonic si ritrova in una strana dimensione nota come "White Space", un regno dove tempo e spazio terminano dopo che il colore e la vita vengono risucchiati. Sonic salva il dolce Tails ed i due partono alla ricerca dei propri amici, incontrando le proprie versioni più giovani, Sonic classico e Tails classico. Mentre i due Tails scoprono che il Time Eater è un terribile mostro che si nutre di spazio e tempo e sta distruggendo la realtà, i Sonic devono attraversare le varie ere videoludiche cercando di riportare alla normalità il flusso temporale e salvare i propri amici.
Il gruppo scopre che per accedere al portale finale, in cui si nasconde Time Eater, necessita nuovamente dei Chaos Emerald, e per ottenerli i protagonisti si ritroveranno a scontrarsi con i loro vecchi rivali (Metal Sonic, Shadow the Hedgehog e Silver the Hedgehog), compresi l'immancabile Dr. Eggman a bordo di colossali creature robotiche (il Death Egg Robot e l'Egg Dragoon) e il Perfect Chaos; anche il perfido scienziato compare in versione classica e Moderna, e misteriosamente quando i due Sonic sconfiggono gli Eggman questi vengono improvvisamente rapiti dal Time Eater.
Dopo aver raccolto tutti gli smeraldi, gli eroi hanno accesso al portale da cui raggiungono il Time Eater, stavolta in forma potenziata, e scoprono la sua vera identità: sotto il suo controllo non vi è altri che Eggman e la sua controparte del passato. Il dottore spiega che vagando nello spazio dopo la precedente sconfitta (in Sonic Colours) si è imbattuto casualmente nella forma primordiale di quella creatura, misteriosa entità con la capacità di modificare tempo e spazio, perciò decise di usarla per cancellare le sue sconfitte e imprigionare i suoi nemici, ma per completarla c'era bisogno di qualcuno intelligente quanto lui: sé stesso. Dopo un iniziale vantaggio del gigantesco mostro sui due Sonic, questi, spinti dagli incoraggiamenti dei loro amici, utilizzano il potere dei sette Chaos Emerald per diventare entrambi Super Sonic. In seguito alla battaglia finale, i due Sonic sconfiggono il Time Eater riportando il mondo alla normalità e tornando tutti, più Sonic e Tails classici, alla festa del compleanno di Sonic. Infine Sonic, Tails e gli altri personaggi salutano le loro controparti classiche mentre tornano nella propria epoca attraversando un portale, augurando loro di divertirsi.
In una scena dopo i titoli di coda si vedono i due Eggman bloccati in una zona senza tempo e senza via d'uscita, finendo con il litigare.

## Modalità di gioco
Il videogioco presenta una giocabilità delle zone o livelli da percorrere mista, ogni livello e suddiviso in due atti:
- Atto 1, Sonic Classico, stile di gioco 2.5D, con le abilità Spin e Spin Dash;
- Atto 2, Sonic Moderno, stile di gioco in prevalenza 3D con visuale alle spalle (3ª persona) e momenti in 2.5D, ha una barra della velocità (Boost Gouge) e 10 diverse abilita come la scivolata, l'attacco a ricerca ecc.

Terminando entrambi gli Atti, in qualsiasi ordine si vuole, i Sonic libereranno i loro amici: Tails; Amy; Blaze; Cream; Vector; Espio; Charmy ecc.
Per raccogliere i Chaos Emerald e acquisire l'abilita Super non c'è lo special stage di turno, ma si dovranno affrontare i vari boss e i rivali: Metal Sonic (classico), Shadow (presente), Silver (futuro), fatto ciò si ha l'accesso ad affrontare Time Eater boss finale.

### Livelli
Il gioco si divide in nove livelli nelle versioni Xbox 360, PS3 e PC e sette in quella 3DS. I livelli sono divisi in ere che definiscono un determinato periodo temporale della serie, in ordine sono era Classica, era Intermedia ed era Moderna.
| Era        | Livello            | Gioco di provenienza | Anno | Descrizione |
| ---------- | ------------------ | -------------------- | ---- | --- |
| Classica   | Green Hill         | Sonic the Hedgehog   | 1991 | La prima fase ad apparire nel gioco. Consiste in un variopinto paradiso terrestre caratterizzato da palme lussureggianti, colorati fiori esotici, cascate e laghi blu ed un particolare suolo a quadri marroni. |
| Classica   | Chemical Plant     | Sonic the Hedgehog 2 | 1992 | La seconda fase ambientata in un impianto chimico tecnologico nei pressi di un luogo urbanizzato e moderno. Il livello ha parti di superficie e parti sott'acqua, nonostante il colore del liquido (tendente al viola) e il nome del livello facciano presupporre che si tratti di un composto chimico differente, o di acqua in cui è stato versato suddetto composto. In ogni caso non si tratta di nulla di particolarmente pericoloso, dato che l'unico danno che ne si può ricevere consiste nella possibilità di affogare per la mancanza di ossigeno. Quando il composto si trova in forma concentrata (o non diluita in acqua), di colore blu intenso, risulta dannoso. |
| Classica   | Sky Sanctuary      | Sonic 3 & Knuckles   | 1994 | La terza fase caratterizzata da antiche rovine fluttuanti tra le nuvole. |
| Classica   | Casino Night (DLC) | Sonic the Hedgehog 2 | 1992 | Disponibile dal 1º dicembre 2011, si presenta non come uno stage classico, ma un bonus, in stile pinball/flipper digitale e relative regole (simile alle opere di Zen Studios) piuttosto che Sonic Spinball e l'omonimo stage in Sonic 2. |
| Intermedia | Speed Highway      | Sonic Adventure      | 1998 | La quarta fase è situata in una città dove il giocatore dovrà attraversare lunghi percorsi alternati tra autostrade e grattacieli. |
| Intermedia | City Escape        | Sonic Adventure 2    | 2001 | La quinta fase similmente alla precedente prende luogo anche essa in una città, ma stavolta le strade sono perlopiù in discesa, in modo simile a quelle della città di San Francisco. |
| Intermedia | Seaside Hill       | Sonic Heroes         | 2003 | La sesta fase è collocata su una spiaggia dove risiedono delle antiche rovine bianche che mettono in comunicazione diverse isole. |
| Moderna    | Crisis City        | Sonic the Hedgehog   | 2006 | La settima fase, presenta come scenario una città futuristica in rovina, con numerose pozze di lava e nemici di fuoco. |
| Moderna    | Rooftop Run        | Sonic Unleashed      | 2008 | L'ottava fase prende atto nella cittadina di Spagonia dove Sonic dovrà attraversare il percorso passando tra una casa ed un'altra sfruttando i tetti. |
| Moderna    | Planet Wisp        | Sonic Colours        | 2010 | La nona ed ultima fase è situata sul pianeta alieno dei Wisp che però è stato sottomesso dagli enormi cantieri del Dr. Eggman. |

### Boss
| Boss            | Era       | Zona             | Gioco di provenienza | Anno |
| --------------- | --------- | ---------------- | -------------------- | ---- |
| Death Egg Robot | Classica  | Death Egg Zone   | Sonic the Hedgehog 2 | 1992 |
| Perfect Chaos   | Dreamcast | Station Square   | Sonic Adventure      | 1998 |
| Egg Dragoon     | Moderna   | Eggmanland       | Sonic Unleashed      | 2008 |
| Time Eater      | nessuna   | Centro del Tempo | Sonic Generations    | 2011 |

#### Boss rivali
| Boss                | Era       | Zona              | Gioco di provenienza | Anno |
| ------------------- | --------- | ----------------- | -------------------- | ---- |
| Metal Sonic         | Classica  | Stardust Speedway | Sonic CD             | 1992 |
| Shadow the Hedgehog | Dreamcast | Space Colony ARK  | Sonic Adventure 2    | 2001 |
| Silver the Hedgehog | Moderna   | Crisis City       | Sonic the Hedgehog   | 2006 |

### Versione 3DS
| Era        | Livello | Gioco di provenienza | Anno | Descrizione |
| ---------- | --- | -------------------- | ---- | --- |
| Classica   | Green Hill | Sonic the Hedgehog   | 1991 | La prima ad apparire nel gioco. La fase consiste in un variopinto paradiso terrestre caratterizzato da palme lussureggianti, colorati fiori esotici, cascate e laghi blu ed un particolare suolo a quadri marroni. Nella Sfida Emerald! si può ottenere il Chaos Emerald verde.                                                 |
| Classica   | Casino Night | Sonic the Hedgehog 2 | 1992 | La seconda fase è ambientata in un casinò completo di flipper e slot machine nei quali il giocatore può far entrare Sonic rimanendo appallottolato. Entrando nelle slot si ha la possibilità di vincere degli anelli aggiuntivi a seconda delle figure che escono. Nella Sfida Emerald! si può ottenere il Chaos Emerald viola. |
| Classica   | Mushroom Hill | Sonic 3 & Knuckles   | 1994 | La terza fase è situata in una foresta piena di enormi funghi che possono essere usati per rimbalzarci sopra. Nella Sfida Emerald! si può ottenere il Chaos Emerald giallo. |
| Classica   | Special Stage: riprende lo stile di gioco del tunnel con visuale alle spalle in terza persona, già apparso in Sonic Heroes e Sonic 4 episode II, ma al posto degli anelli da raccogliere per raggiungere il relativo smeraldo ci sono delle bolle/biglie colorate, non mancano le mine con gli spuntoni ecc. |                      |      | |
| Classica   | La Battaglia Rivale si tiene contro Metal Sonic a Casino Night mentre quella Boss con Big Arm a Launch Base. |                      |      | |
| Intermedia | Emerald Coast | Sonic Adventure      | 1998 | La quarta fase, si tratta di una pittoresca spiaggia. Nella Sfida Emerald! si può ottenere il Chaos Emerald blu. |
| Intermedia | Radical Highway | Sonic Adventure 2    | 2001 | La quinta fase, si tratta di una zona simile in aspetto al Golden Gate Bridge di San Francisco ambientata in piena notte. Sonic non l'ha mai attraversata nel gioco originale, dato che al suo posto era presente Shadow. Nella Sfida Emerald! si può ottenere il Chaos Emerald rosso.                                          |
| Intermedia | La Battaglia Rivale si tiene contro Shadow the Hedgehog a Radical Highway mentre quella Boss contro la Biolizard a Cannon's Core (dove nel gioco originale era Shadow ad affrontarla). |                      |      | |
| Moderna    | Water Palace | Sonic Rush           | 2005 | La sesta fase si svolge in un villaggio caratterizzato da edifici e strutture bianche poste su un grande specchio d'acqua. Nella Sfida Emerald! si può ottenere il Chaos Emerald azzurro. |
| Moderna    | Tropical Resort | Sonic Colours        | 2010 | La settima ed ultima fase si trova in enorme parco divertimenti futuristico situato nello spazio, dal quale è possibile vedere la Terra. Nella Sfida Emerald! si può ottenere il Chaos Emerald grigio. |
| Moderna    | La Battaglia Rivale si tiene contro Silver the Hedgehog a Tropical Resort mentre quella Boss contro l'Egg Emperor a Final Fortress. |                      |      | |
| Moderna    | Lo scontro finale invece si svolge contro il Time Eater nel Centro del Tempo. |                      |      | |

## Doppiaggio
Sonic Generations è stato il primo capitolo della serie ad essere doppiato anche in italiano, oltre che in giapponese ed in inglese come avvenuto da Sonic Adventure in poi. L'edizione rimasterizzata del 2024 ha il doppiaggio rifatto e presenta alcune differenze nel cast.
| Personaggi                      | Doppiatore originale                     | Doppiatore americano                           | Doppiatore italiano                                                                                         |
| ------------------------------- | ---------------------------------------- | ---------------------------------------------- | --- |
| Sonic the Hedgehog              | Jun'ichi Kanemaru                        | Roger Craig Smith                              | Renato Novara                                                                                               |
| Miles "Tails" Prower            | Ryō Hirohashi                            | Kate Higgins Colleen O'Shaughnessey (remaster) | Benedetta Ponticelli                                                                                        |
| Miles "Tails" Prower (classico) | Takuto Yoshinaga                         | Kate Higgins Colleen O'Shaughnessey (remaster) | Benedetta Ponticelli                                                                                        |
| Dr. Eggman                      | Chikao Ōtsuka Kotaro Nakamura (remaster) | Mike Pollock                                   | Aldo Stella                                                                                                 |
| Dr. Robotnik (Eggman Classico)  | Chikao Ōtsuka Kotaro Nakamura (remaster) | Mike Pollock                                   | Aldo Stella                                                                                                 |
| Knuckles the Echidna            | Nobutoshi Canna                          | Travis Willingham Dave B. Mitchell (remaster)  | Maurizio Merluzzo                                                                                           |
| Amy Rose                        | Taeko Kawata                             | Cindy Robinson                                 | Serena Clerici                                                                                              |
| Shadow the Hedgehog             | Kōji Yusa                                | Kirk Thornton                                  | Maurizio Merluzzo (PlayStation 3, Xbox 360 e PC) Riccardo Lombardo (Nintendo 3DS) Claudio Moneta (remaster) |
| Rouge the Bat                   | Rumi Ochiai                              | Karen Strassman                                | Jasmine Laurenti Ilaria Silvestri (remaster)                                                                |
| Cream the Rabbit                | Sayaka Aoki                              | Michelle Ruff                                  | Sabrina Bonfitto                                                                                            |
| Silver the Hedgehog             | Daisuke Ono                              | Quinton Flynn Bryce Papenbrook (remaster)      | Davide Albano                                                                                               |
| Blaze the Cat                   | Nao Takamori                             | Laura Bailey Erica Lindbeck (remaster)         | Tania De Domenico                                                                                           |
| Vector the Crocodile            | Kenta Miyake                             | Keith Silverstein                              | Diego Sabre Matteo Brusamonti (remaster)                                                                    |
| Espio the Chameleon             | Yūki Masuda                              | Troy Baker Matthew Mercer (remaster)           | Silvio Pandolfi                                                                                             |
| Charmy Bee                      | Yōko Teppōzuka                           | Colleen O'Shaughnessey                         | Emanuela Pacotto                                                                                            |
| Omochao                         | Etsuko Kozakura                          | Laura Bailey                                   | Sabrina Bonfitto Alice Bongiorni (remaster)                                                                 |

## Sviluppo
Sonic Generations fu presentato per la prima volta nel corso dell'aprile 2011 con alcuni trailer pubblicati su Internet. Alcune demo del gioco furono rese disponibili all'E3 2011 ed al New York Comic Con. L'idea che stava alla base del gioco fu poi svelata con una serie di interviste agli sviluppatori i quali spiegarono che le intenzioni del team di sviluppo erano quelle di proporre un gioco che sapesse rielaborare i migliori elementi tipici della serie in 2D con quelli più moderni come nelle fasi di giorno di Sonic Unleashed.

## Collector's Edition
Il gioco è stato venduto anche in un'edizione Collector's Edition contenente oltre al gioco un anello d'oro di Sonic numerato, un artbook intitolato "Venti anni di storia", la colonna sonora del ventesimo anniversario, il documentario "Storia di Sonic: la nascita di un'icona", le statuette di Sonic Classico e Sonic Moderno ed infine alcuni contenuti scaricabili esclusivi.

## Sonic X Shadow Generations

Logo dell'edizione rimasterizzata

Sonic X Shadow Generations (ソニック × シャドウ ジェネレーションズ?, Sonikku × Shadō Jenerēshonzu) è un'edizione rimasterizzata ed espansa del gioco originale annunciata pochi giorni prima dello State of Play tenutosi il 31 gennaio 2024, quando è stato pubblicato il trailer. Sviluppato dal Sonic Team, aggiunge una nuova parte alla storia, questa è incentrata su Shadow the Hedgehog, impegnato a contrastare l'inaspettato ritorno del suo vecchio arcinemico Black Doom (già antagonista principale nell'omonimo videogioco del 2005). Il gioco è stato pubblicato il 25 ottobre 2024. Il 16 luglio è stato pubblicato un trailer che raffronta tre livelli presenti, specificando la loro provenienza e come sono ridisegnati.

### Aggiunte e differenze
A differenza dell'originale, Sonic Classico e Moderno possono usare lo Scatto Verticale (Drop Dash), è possibile cambiare i controlli del Moderno tramite le impostazioni (normalmente ha gli stessi di Sonic Frontiers) e anche cambiare la skin, ottenendo l'aspetto di Sonic Adventure ("Legacy Sonic") o di Sonic Jam. Come nell'originale, l'attacco a ricerca dipende dal salto. In entrambi gli atti di ogni livello sono stati aggiunti cinque ring rossi e tre Chao che, una volta raccolti, seguono il personaggio utilizzato in maniera simile a Sonic Advance 3; raccoglierli permette di sbloccare i collezionabili in maniera analoga alle ricompense delle sfide. Il sistema delle vite può inoltre essere attivato e disattivato in qualsiasi momento. Il DLC "Casino Night" è parte del gioco base e il porting del primo titolo non è incluso. La vera novità principale è una nuova modalità della storia intitolata Shadow Generations. Qui, il protagonista giocabile Shadow ha mosse tratte da Sonic the Hedgehog (2006) e l'hub di selezione dei livelli è a mondo aperto come in Sonic Frontiers. Nei livelli, Shadow (che ha inoltre una skin alternativa chiamata "Terios") può riempire la barra del turbo solo raccogliendo anelli, mentre quando sconfigge i nemici riempie l'Indicatore Chaos che, una volta colmo, permette di usare per un breve periodo il Chaos Control, fermando il tempo. Nel corso della trama, Shadow ottiene dei nuovi poteri che gli permettono di sbloccare nuove abilità. Il motore grafico utilizzato è l'Hedgehog Engine 2, introdotto in Sonic Forces e usato anche in Frontiers.

### Vendite
A Ottobre 2024 il gioco ha venduto oltre 1 milione di copie. A Novembre 2024 il gioco ha venduto oltre 1,5 milioni di unità in tutto il mondo.

## Altri media

### Manga
Sonic X Shadow Generations X Chao è un manga ufficiale senza dialoghi con protagonisti due Chao, uno con l'aspetto di Sonic e l'altro con l'aspetto di Shadow; i due si ritrovano costretti a salvare i loro amici Chao mentre i due ricci compiono le loro missioni.

## Accoglienza
| Testata                           | Versione           | Giudizio |
| --------------------------------- | ------------------ | -------- |
| Metacritic (media al 10-05-2020)  | PS3                | 76/100   |
| Metacritic (media al 10-05-2020)  | X360               | 77/100   |
| Metacritic (media al 10-05-2020)  | PC                 | 77/100   |
| Metacritic (media al 10-05-2020)  | 3DS                | 66/100   |
| GameRankings (media al 9-12-2019) | PS3                | 79.29%   |
| GameRankings (media al 9-12-2019) | X360               | 78.67%   |
| GameRankings (media al 9-12-2019) | PC                 | 78.43%   |
| GameRankings (media al 9-12-2019) | 3DS                | 69.50%   |
| IGN                               | PS3, X360          | 8.5/10   |
| Famitsū                           | PS3, X360          | 35/40    |
| PlayStation Official Magazine     | PS3                | 8/10     |
| Eurogamer                         | PS3, X360          | 7/10     |
| Win Magazine                      | PS3, X360, PC, 3DS | 24/40    |
| Play Generation                   | PS3                | 82/100   |

Il gioco ha ricevuto delle opinioni positive dalla critica. Il sito americano IGN ha dato al gioco un 8,5/10, lodando il gameplay e il design dei livelli. La rivista giapponese Famitsū ha dato 35/40 al gioco, mentre PlayStation Official Magazine e il sito Eurogamer un 7/10. Alcuni critici l'hanno reputato come uno dei migliori giochi della serie. Sonic Generations ha anche goduto di un ottimo successo commerciale, vendendo dal 2014 oltre 3 milioni di copie superando sia Sonic Colours che Sonic Unleashed.
La rivista Win Magazine diede a tutte le versioni un punteggio di 24/30. Play Generation valutò invece quella uscita su PlayStation 3 dandogli 82/100, apprezzando il design dei livelli ben congegnato tale da renderlo "una vera festa per i fan di Sonic", ma come contro la presenza di alcuni rallentamenti ed i tempi di caricamento eccessivi, finendo per trovarlo un platform game che riproduce tutti gli elementi tipici della saga, considerandolo "perfetto" per gli appassionati del genere. La stessa testata lo classificò in seguito come il terzo migliore titolo platform del 2011 e considerò la demo come una delle migliori disponibili su PlayStation Network nel gennaio 2012. Marco Esposto di IGN trovò alcune imperfezioni in termini di pulizia del gameplay ed i tempi di caricamento a volte un po' troppo lunghi, tuttavia il titolo riusciva ad essere decisamente appagante per i fan della serie.
| Testata                    | Versione   | Giudizio |
| -------------------------- | ---------- | -------- |
| Metacritic (media al 2024) | PS5        | 80/100   |
| OpenCritic (media al 2024) | collettivo | 81/100   |